# Sam Roberts
Sam Roberts (Pointe-Claire, 2 ottobre 1974) è un cantautore canadese di genere rock, vincitore di un Juno Award.
Il suo album di debutto, The Inhuman Condition, pubblicato nel 2001 è diventato uno degli album indie rock  di maggior successo nella storia della musica canadese.

## Biografia e carriera
Nato a Pointe-Claire, Québec, da genitori sudafricani, Sam Roberts ha completato i suoi studi presso la Loyola High School e la McGill University. Roberts ha fondato la band che successivamente sarà conosciuta come William nel 1993. Il nome della band diventerà Northstar nel 1996. Benché il gruppo sia riuscito a farsi un nome negli ambienti del rock indipendente, non è salito alla ribalta nazionale e si è infine sciolto nel 1999, senza aver pubblicato nessun album. Un ex membro  George Donoso, otterrà un certo successo con i The Dears.
Dopo aver sciolto i Northstar nel 1999, Roberts prontamente ha registrato nella propria casa il suo primo album discografico Brother Down, in seguito molto ricercato dai collezionisti. Nel 2001, Roberts ha pubblicato, da indipendente, un EP di sei brani, The Inhuman Condition, che inizialmente ha venuto poco salvo rifarsi nell'estate del 2002 in occasione della pubblicazione singolo Brother Down ad opera della MapleMusic Recordings: l'EP diventerà uno dei dischi più venduti nella storia della musica canadese.
Roberts ha quindi firmato un contratto con la Universal Music e pubblicato il suo album di debutto, We Were Born in a Flame, nel giugno 2003. I singoli estratti dall'album, Where Have All the Good People Gone? e Hard Road, hanno ottenuto un notevole successo, benché solo in Canada.
Il secondo album, Chemical City, è stato pubblicato nell'aprile 2006: il singolo The Gate è arrivato rapidamente in vetta alle classifiche radiofoniche rock canadesi. Sono seguiti  Bridge to Nowhere e With a Bullet, utilizzati per promuovere l'album nelle radio.
Love at the End of the World,  pubblicato nel maggio 2008, ha raggiunto la prima posizione nelle classifiche degli album più venduti in Canada,. Il primo singolo che ne è stato ricavato, Them Kids, è stato pubblicato il 4 marzo 2008.
Sam Roberts e il suo gruppo hanno pubblicato il loro nuovo album Collider il 10 maggio 2011, per la prima volta con il nome Sam Roberts Band anziché semplicemente "Sam Roberts". Il primo singolo estratto, I Feel You è stato trasmesso dalle radio canadesi il 28 febbraio, mentre è stato reso disponibile su iTunes l'8 marzo.
Nel 2020, dopo 9 anni, è uscito l'album All Of Us.

## Vita privata
Sam Roberts parla fluentemente tre lingue: inglese, francese e spagnolo. Nel 2004 ha sposato la sua fidanzata Jen, dalla quale ha avuto tre figli. 

## Discografia
- Brother Down (2000)
- The Inhuman Condition (2002)
- We Were Born in a Flame (2003)
- Chemical City (2006)
- Love at the End of the World (2008)
- Collider (2011)
- All Of Us (2020)

## Riconoscimenti
- Juno Award[6]
  - 2004 "Album of the Year", "Rock Album of the Year" per We Were Born in a Flame e "Artist of the Year"
  - 2009 "Album of the Year", "Rock Album of the Year" per Love at the End of the World
- MuchMusic Video Awards[7][8]
  - 2003 "Best VideoFACT" per Brother Down
  - 2004 "Miglior regia", "miglior fotografia" e "miglior post-produzione" per Hard Road
  - 2008 "Miglior post-produzione" per Them Kids